# Jack Edwards (cầu thủ bóng đá, sinh 1921)
Jack Edwards là một cầu thủ bóng đá từng thi đấu ở Football League cho Rotherham United và làm khách mời cho Stoke City